# Polizeiruf 110: Die falsche Sonja
Die falsche Sonja ist ein deutscher Kriminalfilm von Thomas Jacob aus dem Jahr 1997. Es ist die 190. Folge innerhalb der Filmreihe Polizeiruf 110 und der vierte Fall für das von Jaecki Schwarz und Wolfgang Winkler verkörperte halleschen Ermittlerduo Schmücke und Schneider. In tragenden Gastrollen sind Kathrin Waligura, Peter Weiß und Marita Böhme besetzt.

## Handlung
Der Restaurator Jens Dallmann wird unfreiwillig Zeuge eines brutalen Tankstellenüberfalls, bei dem es zwei Tote gibt. Er kann den Täter kurz sehen, als dieser seine Maske abnimmt. Daraufhin will der Mann auch diesen Zeugen erschießen, wird jedoch durch einen eintreffenden Tankstellenkunden gestört und ergreift die Flucht.
Die Kriminalhauptkommissare Schmücke und Schneider werden gerufen und nehmen die Ermittlungen auf. Mit Dallmanns Hilfe wollen sie ein Phantombild anfertigen, was jedoch nicht so recht gelingen will. Da es spät wird und Dallmanns Freundin Katrin Kreuzer im Café von Schmückes Bekannter Edith Reger arbeitet, nimmt er ihn gleich dorthin mit.
Dallmann will sich mit Katrin eine gemeinsame Zukunft aufbauen, was dem Paar aber aus finanziellen Gründen bisher verwehrt blieb. Neben den spärlichen Restaurationsaufträgen fertigt Dallmann recht häufig Reproduktionen von alten Gemälden an. Einer seiner Auftraggeber ist der Kunstliebhaber und Bauunternehmer Hans Schlüter, für den er ein wertvolles Ölgemälde mit dem Titel „Sonja“ gereinigt und auftragsgemäß eine Kopie angefertigt hat. Nachdem er seine Arbeit vollendet hat, bekommt er Skrupel, da er ahnt, dass Schlüter die Fälschung in betrügerischer Absicht auf den Markt bringen will. Obwohl er das Geld dringend braucht, da er Katrin damit den Kauf eines Cafés ermöglichen will, will er den Auftrag abbrechen. Darüber geraten die jungen Leute in Streit und Katrin nimmt die Kopie an sich, damit Jens sie nicht zerstören kann.
Als Jens nur das Gemälde, nicht aber die erbetene Kopie bei Schlüter abliefert, ist dieser erbost. Er spricht mit seinem Sohn Oswaldt darüber, der die Theorie aufstellt, dass der Restaurator möglicherweise nur die Kopie zurückgegeben und das Original für sich behalten hat.
Kurz darauf wird Dallmann leblos im Hof seines Hauses gefunden. Eine Nachbarin weiß von dem Streit der jungen Leute und hat Katrin am Fenster gesehen, nachdem Jens gerade hinuntergestürzt war. Kommissar Schmücke spricht sie auf diese Beobachtung an. Katrin weist die direkte Frage, ob sie etwas mit seinem Tod zu tun hat, jedoch empört von sich. Sie macht ihrerseits der Polizei Vorwürfe, dass sie ihren Freund nicht beschützt habe, da man doch gewusst habe, dass der Tankstellenräuber nach Jens, der Zeuge seiner Tat war, suchen würde. Tatsächlich findet Schneider zwei Einschüsse in der Wand, die, wie sich später herausstellt, aus derselben Waffe stammen, wie die Schüsse bei dem Tankstellenüberfall.
Schmücke und Scheider wollen sich bei Hans Schlüter erkundigen, da er der Letzte gewesen sein dürfte, der Dallmann lebend gesehen hat. Schlüter ist jedoch nicht da, sondern mit seinem Sohn auf dem Weg nach Berlin, um das Gemälde zu verkaufen. Als er zurück ist, sprechen die Ermittler mit ihm und äußern die Vermutung, dass Dallmann ihm möglicherweise nur eine Kopie zurückgegeben hat. Für sie ist sicher, dass die Ermordung des Restaurators mit dem Bild zusammenhängt. Nachdem die Kommissare Schlüter anfangs als Täter ausgeschlossen haben, da er unterwegs nach Berlin war, finden die dann jedoch heraus, dass er nicht den Zug, sondern das Auto genommen hatte und somit doch als Täter in Frage kommt. Doch stellt sich heraus, dass nicht er, sondern sein Sohn Oswaldt Jens Dallmann aufgesucht hatte, um die Kopie zu fordern. Dabei erkannte Jens in Oswaldt den Tankstellenräuber und wurde deshalb von diesem kurzerhand endgültig als Zeuge ausgeschaltet.

## Produktion, Veröffentlichung
Die falsche Sonja wurde von der „Regina Ziegler Filmproduktion“ im Auftrag des MDR produziert und am 13. Juli 1997 zur Hauptsendezeit im Ersten erstmals ausgestrahlt.

## Kritik
Rainer Tittelbach von tittelbach.tv findet, Die falsche Sonja ist „kein allzusehr auf Spannung bedachter Krimi – aber ein Film, in dem man sich zuhause fühlen kann. Das TV-Halle ist klein, laufend begegnen sich Täter, Opfer und Ermittler. Von daher kommt dieser Schmücke in Mentalität und Milieu-Dichte von allen derzeitig aktiven TV-Fahndern Felix Hubys schwäbischem Bienzle am nächsten. Die Parallelen reichen von der Vorliebe zum Trenchcoat über die Abneigung von Schusswaffen bis zur warmherzigen Lebensabschnittspartnerin. Und Jaecki Schwarz ist daran gelegen, ihn realistisch zu spielen.“
Die Kritiker der Fernsehzeitschrift TV Spielfilm geben den Daumen gerade und meinen: „Ob Kunst oder Fälschung: Der Halle-Krimi ist an den Haaren herbeigezogen.“ Fazit: „Bescheidenes Krimi-puzzle zum Mitraten.“